# 甲陽軍鑑

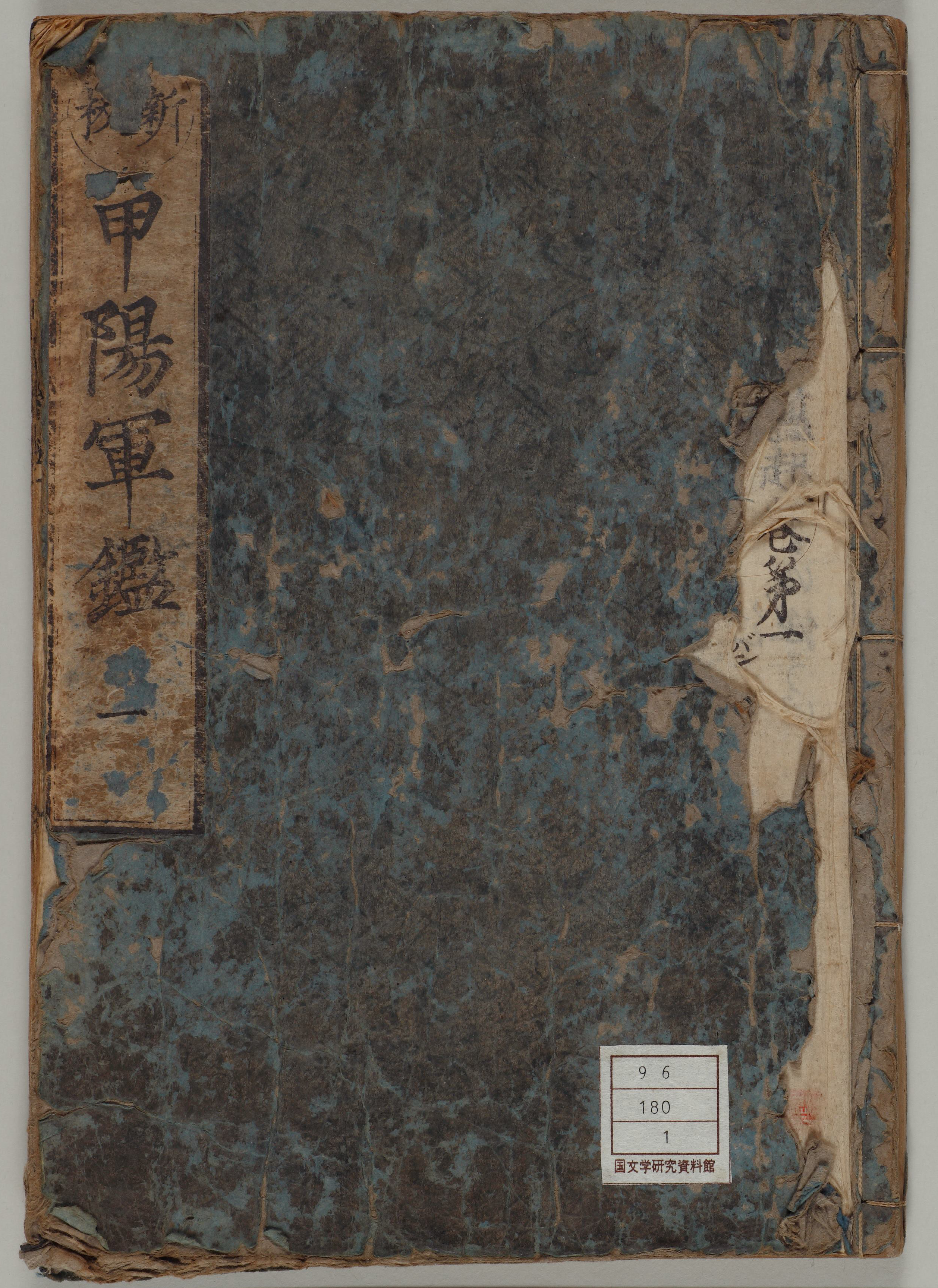
《甲陽軍鑑》封面（國文學研究資料館館藏之鵜飼本（明曆2年（1656年）刊行）））

《甲陽軍鑑》（日语：／ Kōyō Gunkan */?），是描寫安土桃山時代日本甲州地區（今山梨縣）的軍事專書，大約於1610年代寫成，作者一般認為是高坂昌信。但是也有部分的史學家認為是江戶時代的兵學者小幡景憲假借高坂昌信之名所著，或是山本勘助之子所著，借用高坂的名字來發表。

## 主要內容
《甲陽軍鑑》是目前所有的史書當中，對武田信玄的用兵理論、兵制、軍團編成、兵器運用，描寫最為詳盡的一部書。但其史實陳述部分在明治時代受到田中義成等學者強力批判，認為和同時代並陳的文書及其他書籍如『妙法寺記』、『高白齋記』、『神使御頭之日記』等差異頗多，比如獨自記錄信玄擊破平賀氏的初陣、長篠之戰前的軍議中偽造長坂光堅在場、偽造跡部勝資收受上杉景勝賄賂等失實內容，被認為可信度不高。但在軍事研究上，仍是相當重要的一部著作。
《甲陽軍鑑》對山本勘助其人其事著墨極多，但在其他關於武田家或日本戰國時代的史書，沒有任何一部提及到山本勘助這號人物。但在《甲陽軍鑑》中，山本勘助被描寫成驍勇善戰之人，在武田信玄身邊擔任軍師。如此重要的人物，為何其他的史書都沒有提及，至今仍是日本史學家爭論與考證的重點。
《甲陽軍鑑》還是唯一且詳細記載了武田信玄和上杉謙信之間的川中島之戰的史料。因此，所有關於川中島之戰的延伸作品，如小說、漫畫、電玩、電視劇，都依照《甲陽軍鑑》的記載來發揮。因此在歷史上默默無名的山本勘助，反而在大眾文化留下鮮明形象。
一般史學家認為，山本勘助在史實中，應該是擔任武田信玄的傳令一職。所以才會對武田家的軍事運作有如此詳盡的知識。其子為了幫父親爭光。所以在這一點基礎上面做發揮，將山本勘助描寫成為武田信玄旗下不可或缺的一名軍師。

## 內容爭議
- 武田信玄擊破平賀氏的初陣，僅甲陽軍鑑有載，可信度不明。
- 武田信虎被放逐的年份有誤。
- 疑似偽造韮崎之戰、瀨澤之戰、平澤之戰等戰事。
- 諏訪賴重死亡年份有誤。
- 宮川之戰時間有誤。
- 敗給村上義清的上田原之戰與戶石崩的順序顛倒、時間弄混，且將戰敗形容成戰勝。
- 大內義隆死亡時間記載錯誤。
- 偽造織田信長給足利義昭的信件。
- 東美濃上村之戰疑似偽造。
- 東美濃岩村城之戰記述存有大量錯誤。
- 偽造馬場信春與織田軍之戰。
- 稱呼足利義昭時，以他死亡後的法名稱呼。
- 偽造武田信玄以其孫信勝為繼承人、元服前以武田勝賴為陣代（攝政）之事，實際上武田勝賴確實繼承家督之位。
- 偽造上杉謙信在天正二年（1574年）邀請武田勝賴一同上洛（前往京都）之事。
- 武田家對飛驒戰事與從屬狀況，存在大量錯誤。
- 武田信玄葬禮時間提早一年。
- 偽造武田信玄出兵越中逼降椎名氏之事。
- 偽造跡部勝資收受上杉景勝賄賂等失實內容。
- 污衊跡部勝資與長坂長閑在甲州征伐逃亡，實際上都隨武田勝賴戰死。

## 外部連結
- 《甲陽軍鑑》國立國會圖書館數位典藏